# Lucky Luke (videojuego de 1997)
Lucky Luke es un videojuego de plataformas y acción desarrollado y publicado por Infogrames en 1997 para Super Nintendo y Windows/DOS. Es una adaptación de la serie de cómics Lucky Luke. 
El juego fue adaptado para Game Boy Advance bajo el nombre Lucky Luke: Wanted en 2001 con modificaciones (incluida la adición de niveles de bonificación).
El juego inspiró aún más a Lucky Luke: Sur la Piste des Dalton, lanzado en 1998, cuyos gráficos están en 3D. 

## Recepción
El juego recibió críticas favorables, principalmente por medios franceses. La revista francesa Super Power lo cita como un juego «equilibrado y entretenido», calificándolo con un 91/100. Jeuxvideo.com lo cita como «un juego con jugabilidad simple y efectiva», y gráficamente «fiel a los cómics», calificándolo con un 15/20.